# Paul Tannery

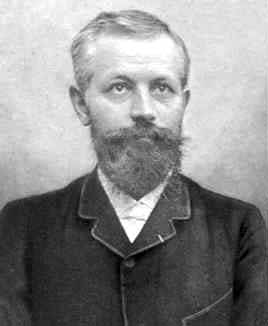

Paul Tannery (ur. 20 grudnia 1843 w Mantes-la-Jolie, zm. 27 listopada 1904 w Pantin) – francuski inżynier matematyk.

## Życiorys
Był pionierem historii nauki jako odrębnej dyscypliny we Francji, 1892 kierował pierwszą katedrą historii nauki w Collège de France, twierdził, że "znajomość dziejów nauki jest tożsama ze znajomością samej nauki". Zajmował się głównie historią nauk matematycznych, wydawał historycznokrytyczne edycje (uchodzące za klasyczne) dzieł Diofantosa i Pappusa z Aleksandrii (t. 1-2 1893-1895), a także (wspólnie z żoną Marią) dzieła Fermata (t. 1-5 1891-1922) i Kartezjusza (t. 1-16 1897-1913). Ponadto redagował i pisał artykuły z zakresu historii nauk ścisłych w Grande encyclopedie (1. 1-31 1886-1902) i współpracował przy organizacji pierwszych międzynarodowych kongresów historii nauki w Paryżu (1900), Rzymie (1903) i Genewie (1904). Pośmiertnie zostały wydane jego wspomnienia Memoires scientifiques (t. 1-16 1912-1943).